# Braubach (Liederbach)
Der Braubach ist ein gut 2 km langer, rechter und nordwestlicher Zufluss des Liederbaches im hessischen Hochtaunuskreis.

## Name
Der Namensteil „Brau“ kommt möglicherweise vom althochdeutschen bri-uwan, bruwan, „brauen“, mit der Bedeutung Bewegung eines Gewässers.

## Geographie

### Verlauf
Der Braubach entspringt im Vordertaunus auf einer Höhe von etwa 300 m ü. NHN südlich des Königsteiner Stadtteils Schneidhain (zwischen dem Bahndamm und der  Straße Am Zankwald).
Der Bach fließt zunächst in südlicher Richtung, parallel zur Königsteiner Bahnstrecke, durch ein schmales Wiesental. Nördlich des Rodenberg (Höhe ca. 300 m) befinden sich auf beiden Seiten seines Laufes Hügelgräber. Hier liegt auch das ausgewiesene und 3,65 ha große  Naturschutzgebiet Braubachtal bei Hornau.
Der Braubach läuft westlich am Fuß des Rodenbergs vorbei, durchfließt den Braubachweiher, einen kleinen Angelteich des A.S.V. Kelkheim und mündet schließlich, aus nordwestlicher Richtung kommend, nördlich des  Kelkheimer Stadtteils Hornau, noch innerhalb der Gemarkung des Bad Sodener Stadtteils Altenhain auf einer Höhe von ungefähr 230 m ü. NHN und von der rechten Seite in den aus dem Norden heranziehenden Liederbach ein.
Sein 2,1 km langer Lauf endet ungefähr 70 Höhenmeter unterhalb seiner Quelle, er hat somit ein mittleres Sohlgefälle von etwa 33 ‰.

### Einzugsgebiet
Das Einzugsgebiet des Braubachs liegt im Vortaunus und wird über den Main und den Rhein zur Nordsee entwässert.
Es grenzt
- im Norden, Osten und Süden an das des Liederbachs
- und im Westen an das des Rettershofer Bachs, der in den Fischbach mündet und an das des Fischbachs selbst, der über den Schwarzbach  in den Main entwässert.

Die höchste Erhebung ist mit 308,7 m ü. NHN die Heide im Norden des Einzugsgebiets.
Der größte Teil des Einzugsgebiets ist bewaldet und im Mündungsbereich dominiert Grünland.

## Natur und Umwelt

### Wassergüte
Der Braubach ist in seinem gesamten Verlauf als mäßig belastet (Güteklasse II) einzustufen.

### Fauna

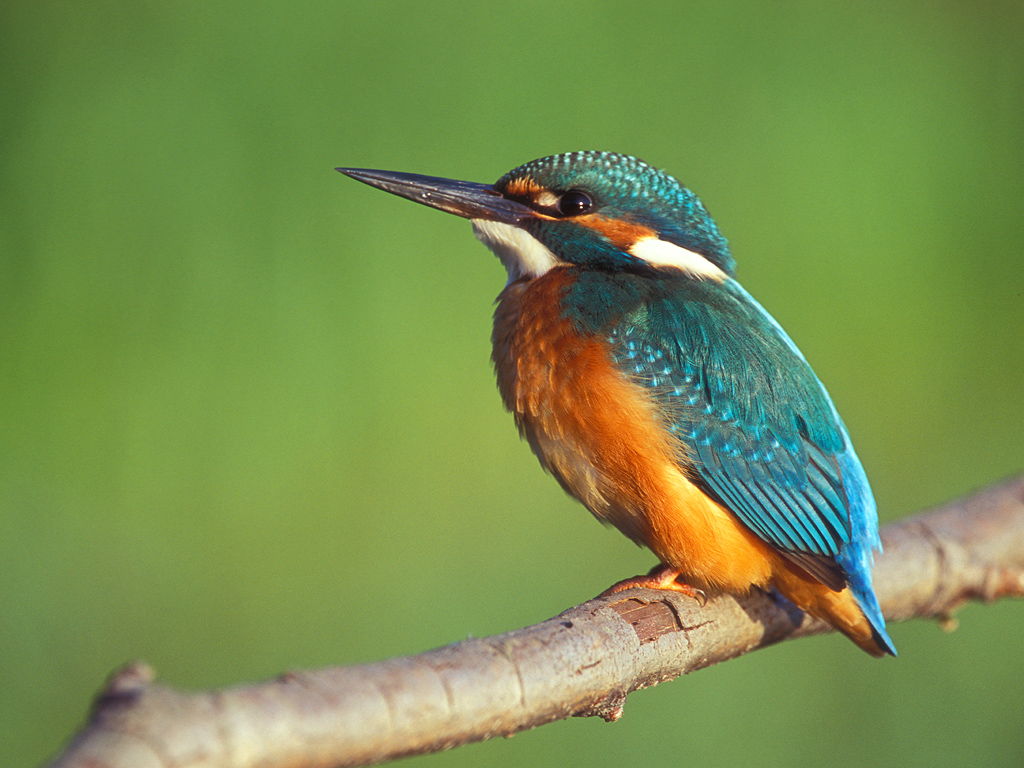
Eisvogel

Das Braubachtal ist biologisch hochwertiges Gebiet, in welchem sich Feucht- und Streuobstwiesen sowie Hecken mit Ackerbereichen abwechseln. Dazu kommt noch östlich des Rodenberges ein Waldgebiet mit alten Baumbeständen. Das Tal ist ein sehr abwechslungsreiches  Biotop, in dem viele Tierarten leben. Es kommen dort auch seltene und gefährdete Schmetterlinge, Kriechtiere, Vögel und Kleinsäuger vor.
Unter anderem sind dies:
Großer Perlmuttfalter, Violetter Waldbläuling, Großer Schillerfalter, Feuersalamander, Ringelnatter, Wasseramsel, Eisvogel, Waldkauz, Wasserspitzmaus, Feldspitzmaus, Dachs und Feldhase
Im Braubachweiher leben Karpfen, Regenbogenforellen, Hechte, Barsche, Aale und Weißfische.

## Bildergalerie

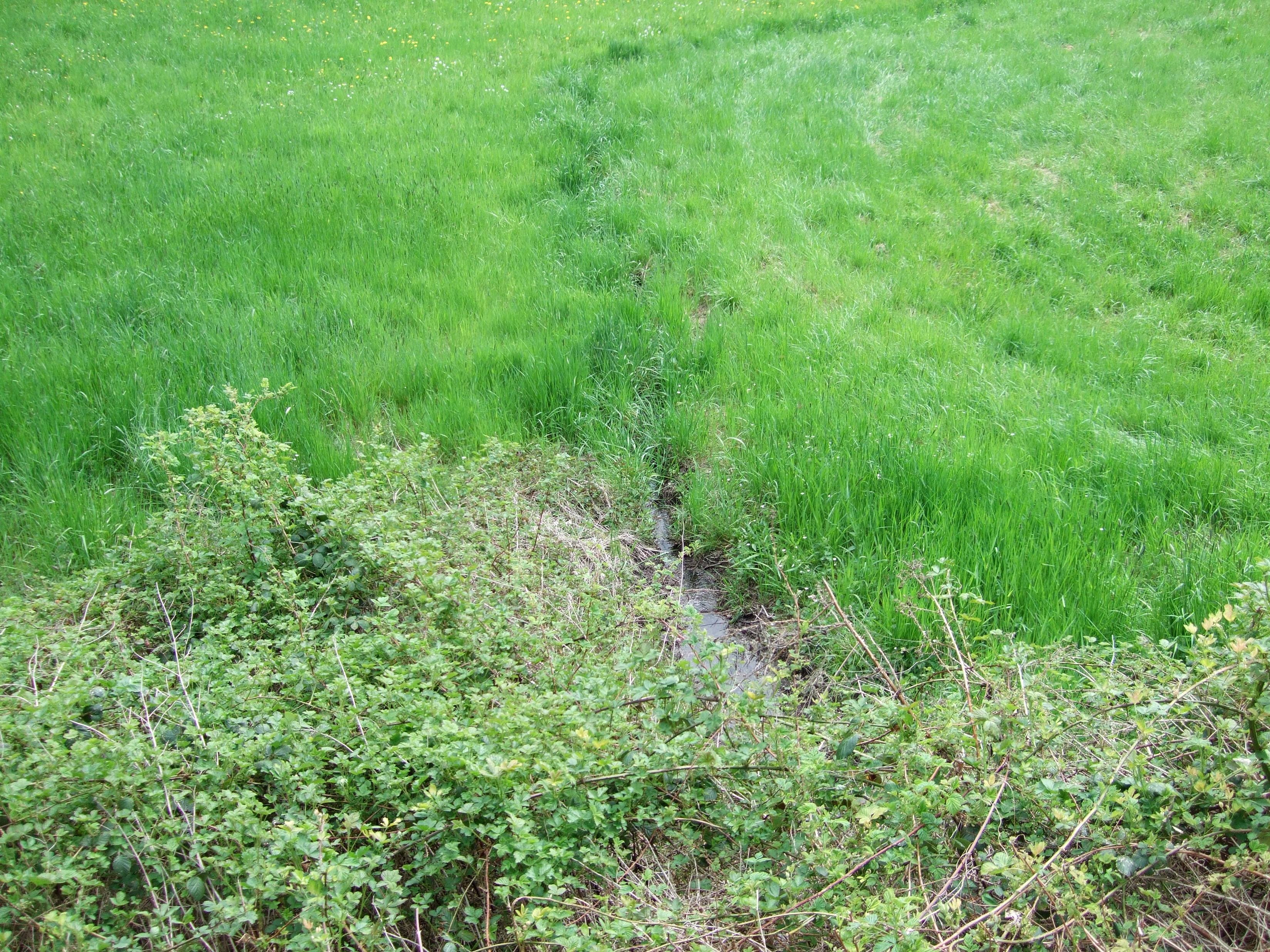
Braubachquelle (neben dem Bahndamm)
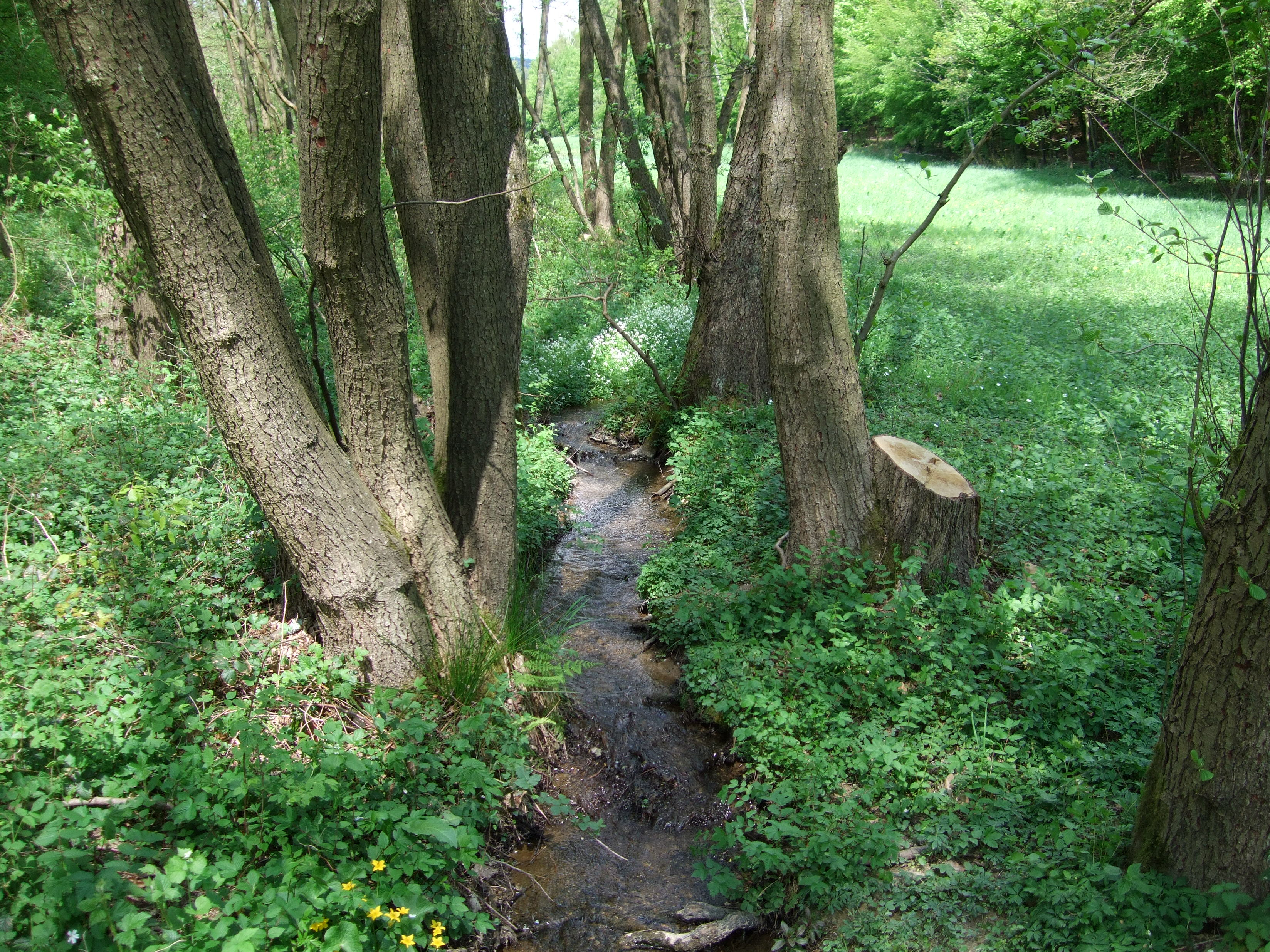
Braubach (Oberlauf)
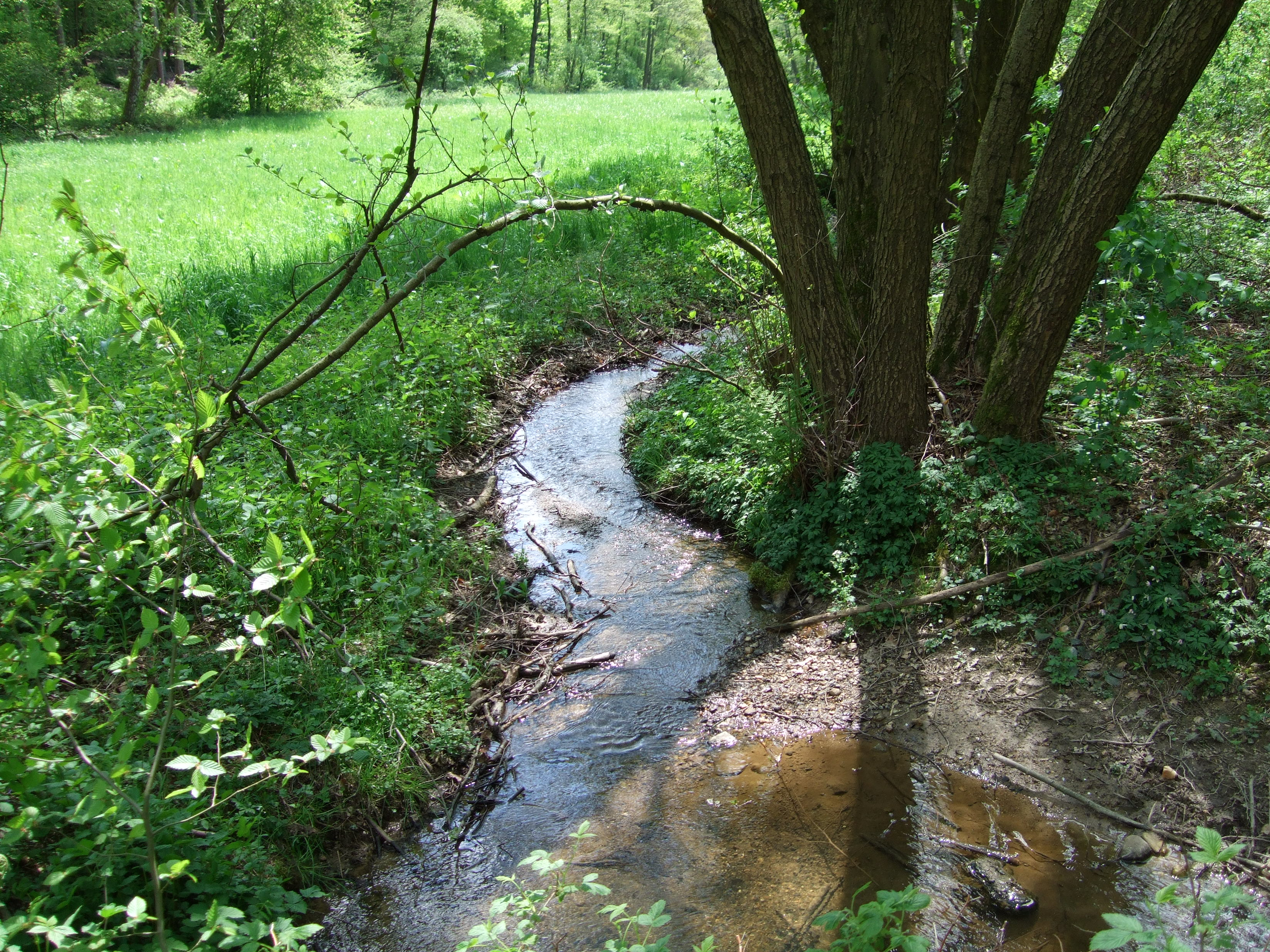
Braubach
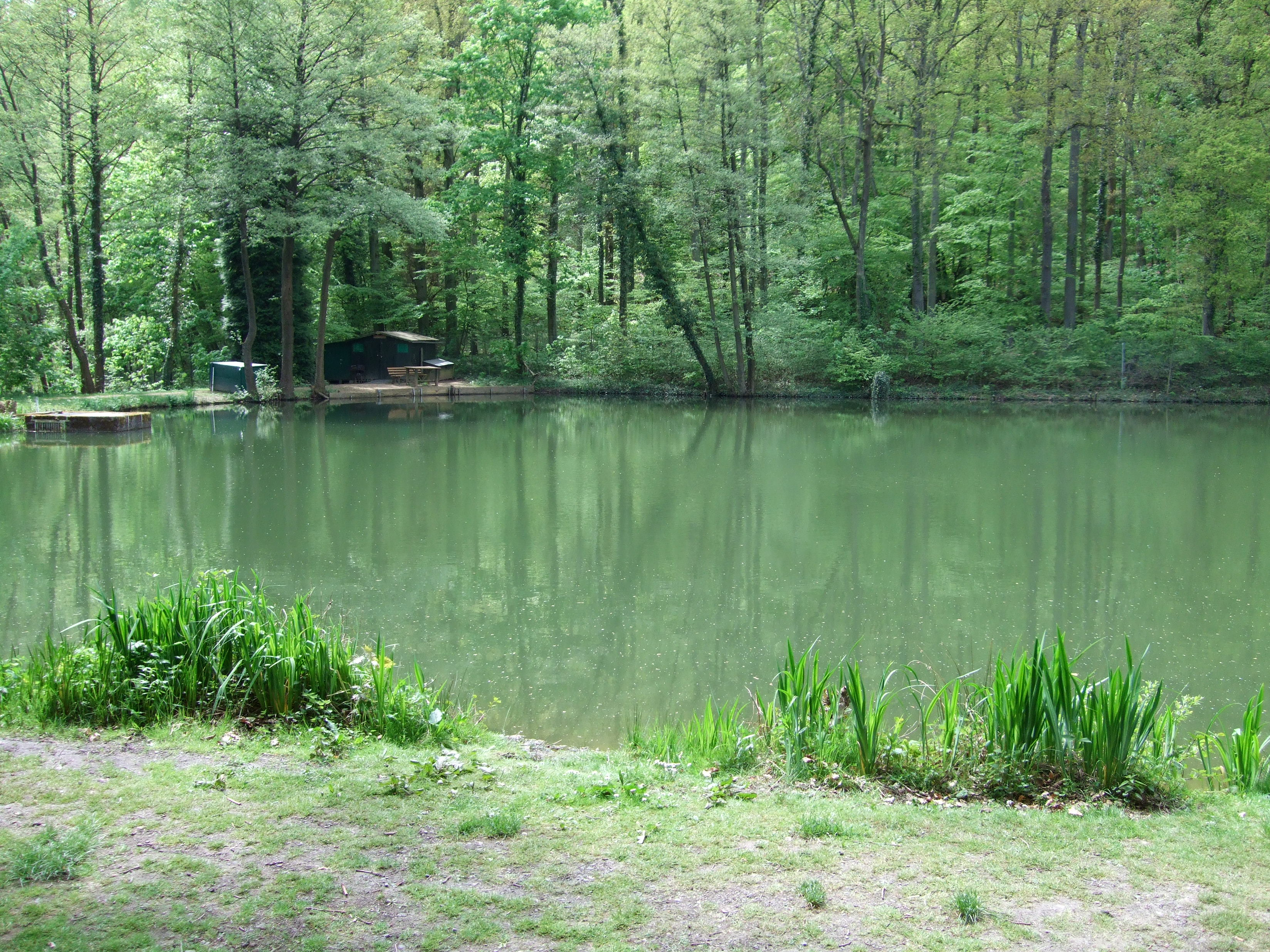
Fischteich im Braubachtal
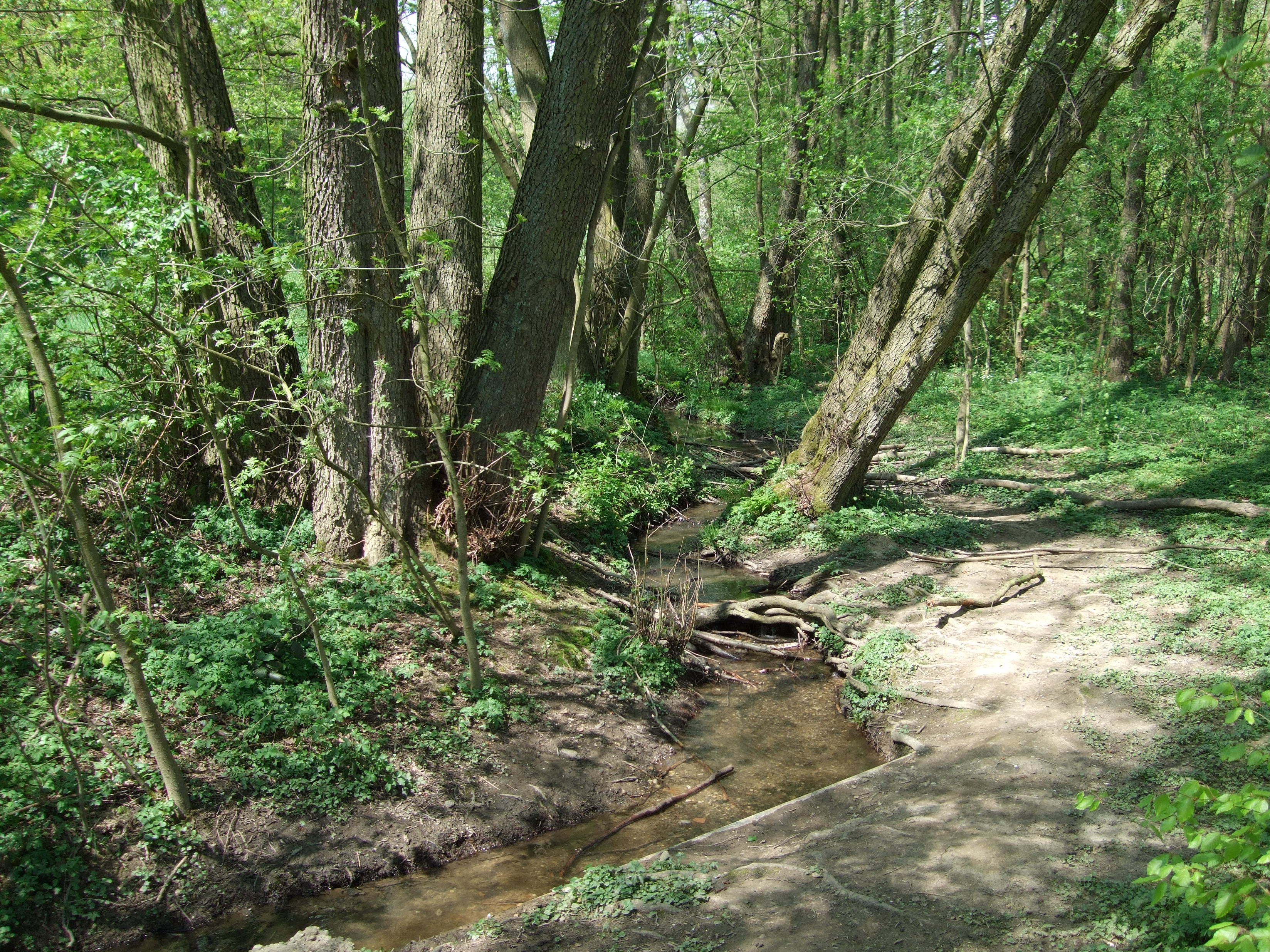
Braubach (kurz vor der Einmündung in den Liederbach)